# Blanes Hoquei Club
El Club Pati Blanes Atletic és una entitat esportiva de Blanes (La Selva), fundada el 2015 i dedicada a la pràctica de l'hoquei sobre patins. Està basada en la creació de jugadors i jugadores d'hoquei des de les bases més inferiors.

## Història
Fou fundat el mes d'abril de 1961 amb el nom de Club Hoquei Patí Blanes.
L'any 1989 el primer equip aconsegueix ascendir per primera vegada a la màxima categoria. L'any 2001 va guanyar el seu primer títol, la Copa del Rei. El 2002 juga per primera vegada una competició europea, la copa d'Europa. L'any 2010 va quedar subcampió de la Copa de la CERS. L'any 2007, aprofitant la celebració de la quarta edició de la Golden Cup, es presentà el nou himne oficial del Blanes Hoquei Club, compost i enregistrat per la banda blanenca Bizarre.
Des de l'any 2004 el Blanes Hoquei Club Fundació organitza la Golden Cup, competició oficial reconeguda per la Federació Internacional de Patinatge, en la que hi participen diverses seleccions internacionals a més del mateix club. El Blanes HCF ha guanyat les edicions de 2006 i 2007 mentre que les altres edicions les ha guanyat la selecció masculina de Catalunya (2004, 2005, 2008, 2009, 2010 i 2011). Des de l'edició de 2006, la Golden Cup també inclou la categoria femenina, on també hi ha participat la secció femenina del club, que va debutar-hi l'any 2009. A més, l'entitat ha estat seu de la fase final de la Copa del Rei els anys 1998, 2000 i 2011.
El Pavelló d'Esports de Blanes és l'estadi poliesportiu utilitzat pel Blanes Hoquei Club. Està situat al carrer Josep Tarradellas, núm. 2, 17300, de Blanes (la Selva).

## Palmarès
- 2 Golden Cups (2006 i 2007)
- 1 Copa espanyola / Copa del Rei (2001)

## Jugadors destacats
- Xavier Armengol i Serrat[6]
- Ramon Benito i Martínez[6]
- Ernest Freixes i Tarragona[6]
- Xavier Lladó i Pons[6]
- Jaume Llaverola i Vidal[6]
- David Plaza i Balagué[6]
- Santi Pons i Treserres[6]
- Alexandre Ridaura i Ayats[6]
- Kimi Ridaura i Ayats[6]
- Josep Maria Selva i Cristià[6]
- Lluís Teixidó i Sala[6]
- Ivan Tibau i Ragolta[6]

## Entrenadors
Llistat d'entrenadors en les seves etapes a l'OK Lliga:
- 1989-90 Manel Chércoles
- 1990-91 Manel Chércoles, Tin Benito
- 1993-94 Pere Gallén
- 1994-95 Pere Casas
- 1995-96 Pere Casas
- 1996-97 Bartomeu Granados
- 1997-98 Bartomeu Granados, Josep Maria Busquets
- 1999-00 Josep Maria Busquets, Josep Maria Clua
- 2000-01 Josep Maria Clua, Xavier Albet
- 2001-02 Josep Garriga
- 2002-03 Miquel Umbert
- 2003-04 Miquel Umbert, Xavier Gallén
- 2004-05 Xavier Gallén, Manel Barceló
- 2005-06 Manel Barceló
- 2006-07 Quim López
- 2007-08 Francesc Sucarrats
- 2008-09 Francesc Sucarrats
- 2009-10 Francesc Sucarrats, Manel Barceló
- 2010-11 Ramon Benito
- 2011-12 Ramon Benito
- 2012-13 Ramon Benito, Miquel Umbert
- 2013-14 Miquel Umbert, Ricard Hernáez, Ramon Benito